# Alfonso Losa
Alfonso Losa-Eßers (* 20. April 1971 in Kiel) ist ein deutscher Schauspieler.

## Leben
In den Jahren 1992/93 und 1996/97 erhielt Losa eine Gesangsausbildung zunächst an der Sängerakademie und danach an der Hochschule für Musik in Hamburg. Er absolvierte in den Jahren 1997 bis 2013 neben Sprechunterricht einige Workshops in den Bereichen Schauspiel, Action und Comedy.
Bekannt wurde Alfonso Losa vor allem durch die Rolle des Carlos Garcia, die er von 2000 bis 2011 in der Serie Marienhof spielte. Zuvor spielte er den Herzensbrecher Thomas in Mallorca – Suche nach dem Paradies. Als schwuler Lover Benno in der Ralf-König-Verfilmung Wie die Karnickel hatte er seine erste große Kinorolle.
2001 veröffentlichte Alfonso Losa die Single Too Late(...to Be Strangers), die sich im Januar 2002 auf Platz 89 in den deutschen Single-Charts platzieren konnte.
2013 spielte er in der deutschen Telenovela Sturm der Liebe die Rolle des Thiago Hildebrandt.
Heute arbeitet er als Moderator beim Deutschen Homeshopping-Sender HSE.

## Diskografie
Singles
- 2000: Te quiero
- 2001: Too Late (… to Be Strangers)

## Filmografie (Auswahl)
- 1999–2000: Mallorca – Suche nach dem Paradies
- 2000–2011: Marienhof als „Carlos Garcia“
- 2001: Déjà vu
- 2002: Wie die Karnickel
- 2004: Bei hübschen Frauen sind alle Tricks erlaubt
- 2004: Schulmädchen – Duft der Frauen
- 2004: Mein Chef und ich
- 2005: Alles außer Sex – Die Harten und die Zarten
- 2006: Zwei zum Fressen gern
- 2008: ProSieben FunnyMovie: H3 – Halloween Horror Hostel
- 2008 Türkisch für Anfänger
- 2012: Der Ballermann – Ein Bulle auf Mallorca
- 2013: Sturm der Liebe
- 2015: Grimms Kinder – Die Boten des Todes
- 2015: In Gefahr – Ein verhängnisvoller Moment (Sat.1-Serie aus Hannover)
- 2019: Stories of the Dead – Die Farm